# Everhard Dirk van Meurs
Everhard Dirk van Meurs (Heerde, 18 februari 1790 - Ede, 11 juni 1822) was een Nederlandse schout.

## Leven en werk
Van Meurs was een zoon van de schout van Heerde Peter van Meurs en Antonia Elijsabet Werdenier. Hij studeerde rechten aan de Universiteit van Harderwijk en promoveerde aldaar in 1811. Na zijn studie werd hij maire respectievelijk schout van Gemeenteraad Ermelo. In 1816 vestigde hij zich als notaris te Lunteren. In 1818 werd hij schout van de gemeente Ede, waarbij in dat jaar ook de voormalige gemeenten Bennekom, Otterlo en Lunteren werden gevoegd.
Van Meurs trouwde op 17 juli 1817 te Harderwijk met Anna Maria Cramer, dochter van de Harderwijkse predikant Gerrit Abraham Cramer en Theodora Hermina Schwartz. Hij overleed in 1822 op 32-jarige leeftijd in zijn woonplaats Ede. Hij was de laatste persoon die werd begraven in de Oude Kerk aldaar.
In Ede is de Schout van Meurslaan naar hem genoemd.

## Familie
Twee van zijn broers waren eveneens schout respectievelijk burgemeester van Gelderse gemeenten. Zijn broer Nicolaas was in 1803 schout van Heerde geworden; hij bleef tot 1863 burgemeester van deze gemeente. Zijn broer Hendrik Frans was burgemeester van Harderwijk en Eerste Kamerlid.